# Johann Harper
Johann Harper (* im August 1688 in Stockholm; † 4. Dezember 1746 in Potsdam) war ein schwedischer Maler am preußischen Königshof.

## Wirken
Harper war der Sohn des Kaufmanns Jakob Harper und dessen Frau Anna (geborene Pohl). Er lernte die Malerei bei Peter Martin van Mytens und David von Krafft in seiner Heimatstadt Stockholm sowie bei dem Hofmaler Benoît Le Coffre in Kopenhagen. Im Jahr 1709 unternahm er eine Reise nach Deutschland und bildete sich zusammen mit dem aus Kopenhagen ausgewanderten Ismael Mengs bei Paul Heinecken (auch Heineken) in der Hansestadt Lübeck von 1709 bis 1712 zu einem hervorragenden Miniatur- und Emailmaler weiter.
Er spezialisierte sich auf Ölgemälde und besonders auf Miniaturmalerei. Von 1712 an war er in Berlin tätig, wo er 1716 zum preußischen Hofkabinettmaler ernannt wurde. Harper schuf auch Deckenbilder. Für das Vestibül des Schlosses Sanssouci in Potsdam schuf er das Deckenbild "Flora und Genien" (1742 bis 1746), das 2016 eine gründliche Restaurierung erfuhr.
Sein Sohn, Adolf Friedrich Harper (1725–1806), lernte bei seinem Vater Miniatur- und Blumenmalerei und wurde Landschaftsmaler.
Zu seinen Schülern gehörten Johann Gottlieb Glume (1711–1778) und Joachim Martin Falbe.

## Bilder

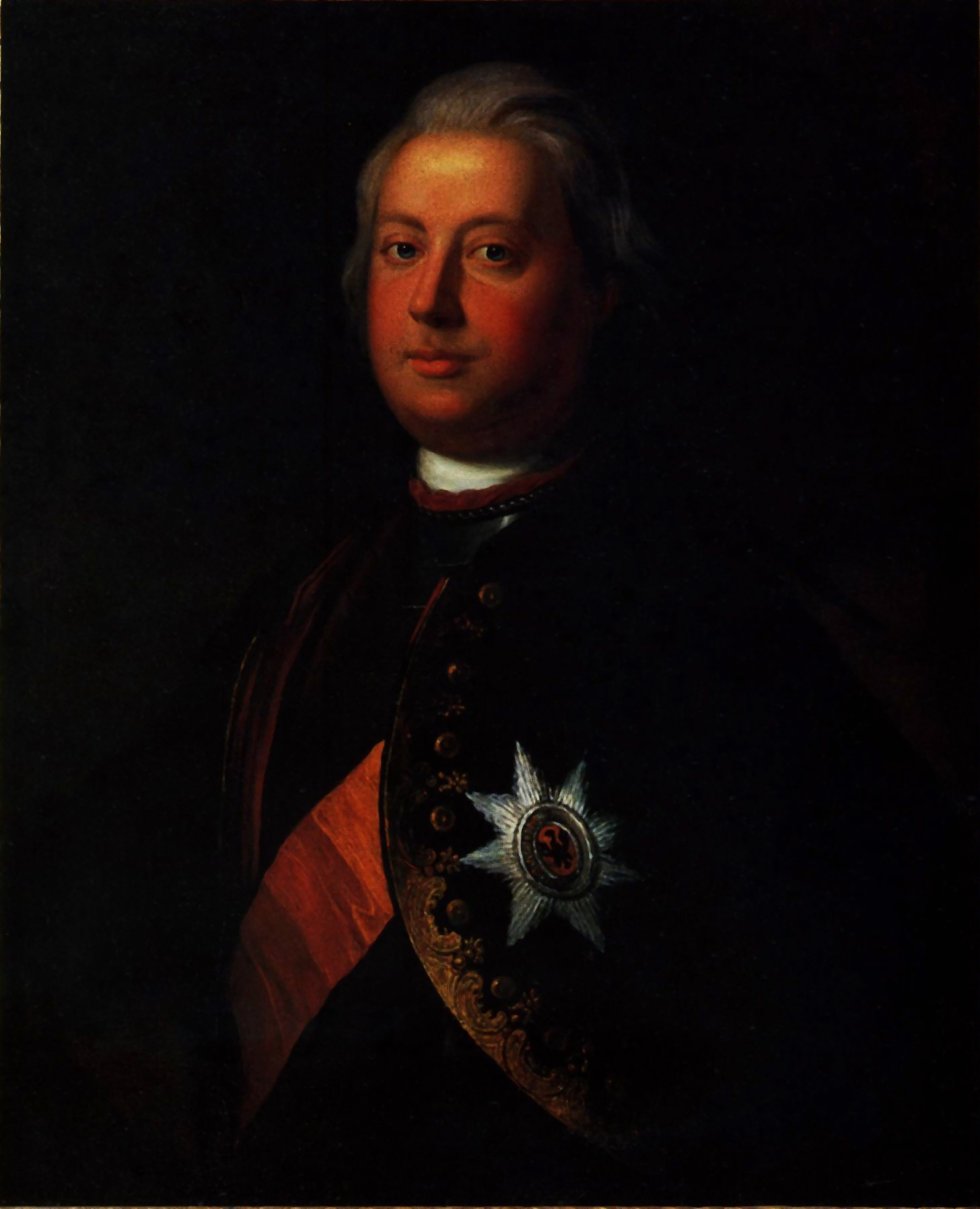
Friedrich Wilhelm I., um 1720
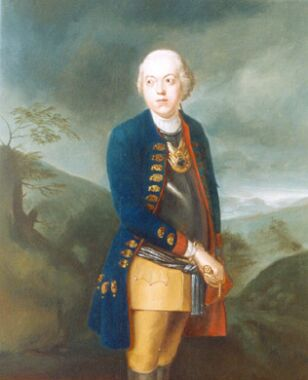
Hans Christoph Friedrich von Hacke (entstanden 1722 im Auftrag von Friedrich Wilhelm I.)